# Lisbeth Bonde
Lisbeth Bonde (f. 7. maj 1956) er en dansk kunstskribent.
Hun er cand.mag. i dansk og kunsthistorie ved Københavns Universitet. Kunstredaktør ved Dagbladet Information 1994-2002. Skribent på Weekendavisen 2002-2013. Skriver nu for Kristeligt Dagblad, Bo Bedre og Kunsten.nu.
Hun har skrevet og redigeret en række bøger om kunst, heriblandt Manual til dansk samtidskunst (sammen med Mette Sandbye, 2006) og Hvorfor kunst? (2007, sammen med Maria Fabricius Hansen).
Siden 2014 formand for AICA - Foreningen af danske kunstkritikere.